# Daniel Lafferty
Daniel Patrick Lafferty (ur. 18 maja 1989 w Londonderry) – północnoirlandzki piłkarz występujący na pozycji obrońcy w Sheffield United.